# I'm the Problem (album)
I'm the Problem è il quarto album in studio del cantante country statunitense Morgan Wallen, pubblicato il 16 maggio 2025 dalla Big Loud Records.

## Antefatti
Il 3 marzo 2023, Wallen pubblicò il suo terzo album in studio, One Thing at a Time. Il suo album di maggior successo fino ad oggi, raggiunse la vetta della classifica Billboard 200 statunitense per 19 settimane non consecutive tra il 2023 e il 2024, diventando anche l'album con le migliori prestazioni generali del 2023. Per il primo anniversario dell'album, Wallen pubblicò le sue Abbey Road Sessions, che includevano una versione acustica di Lies Lies Lies, il primo singolo estratto dal suo quarto album. Il secondo singolo, Love Somebody, uscì il 18 ottobre e debuttò al primo posto della Billboard Hot 100, la sua terza canzone a raggiungere la vetta della classifica. Smile fu pubblicato a sorpresa come terzo singolo la notte di Capodanno del 2024.
Just in Case e I'm a Little Crazy furono pubblicati come singoli promozionali il 21 marzo 2025, insieme all'annuncio della data di uscita dell'album e alla sua disponibilità per il pre-ordine. Il 31 marzo 2025, Just in Case venne inviato alle radio country per la trasmissione immediata come quarto singolo ufficiale dell'album.
Il 26 gennaio 2024, Wallen rivelò che avrebbe iniziato a registrare il suo prossimo album verso la fine del febbraio successivo. In una dichiarazione del 24 gennaio 2025, quasi un anno dopo, l'artista espresse la sua gratitudine ai fan e annunciò che stava ancora lavorando a nuova musica. Rivelò che il suo prossimo album si sarebbe intitolato I'm the Problem. La notizia includeva anche l'annuncio dell'uscita della title track il 31 gennaio, precedentemente anticipata il 13 gennaio 2024 con la didascalia "I guess". Wallen presentò in anteprima altri due brani intitolati Superman e I'm a Little Crazy a febbraio e marzo 2025, entrambi destinati ad apparire nell'album.
Wallen farà un tour negli stadi di tutto il Nord America per promuovere l'album più avanti nel 2025. Il tour di 19 date include tappe in dieci città e si svolgerà dal 20 giugno al 13 settembre 2025.
Tra gli ospiti figurano Brooks & Dunn, Miranda Lambert, Thomas Rhett, Koe Wetzel, Gavin Adcock, Corey Kent, Ella Langley e Anne Wilson. Il 14 marzo 2025, Wallen ha rivelato, tramite un post su Instagram, che l'album era finito e ha anticipato una traccia intitolata Just in Case.

## Tracce
1. I'm the Problem – 2:57 (testo: Morgan Wallen, Ernest Keith Smith, Ryan Vojtesak, Grady Block, Jamie McLaughlin)
2. I Got Better (testo: Morgan Wallen, Ryan Vojtesak, Ernest Keith Smith, Michael Hardy, Chase McGill, Blake Pendergrass)
3. Superman (testo: Morgan Wallen, Ryan Vojtesak, Blake Pendergrass, James Maddocks, John Byron)
4. What I Want (feat. Tate McRae) (testo: Morgan Wallen, Tate McRae, Jacob Kasher Hindlin, Ryan Vojtesak, John Byron, Joe Reeves)
5. Just in Case – 2:46 (testo: Morgan Wallen, John Byron, Jacob Kasher Hindlin, Ryan Vojtesak, Troy Matthew, Josh Thompson, Blake Pendergrass, Alex Bak)
6. Interlude (testo: Morgan Wallen, Ryan Vojtesak, Blake Pendergrass, John Byron, Rocky Block)
7. Falling Apart (testo: Morgan Wallen, Ryan Vojtesak, Josh Thompson, Blake Pendergrass)
8. Skoal, Chevy, and Browning (testo: Chase McGill, Josh Miller, Joe Fox)
9. Eyes Are Closed (testo: Morgan Wallen, Ryan Vojtesak, Blake Pendergrass, John Byron)
10. Kick Myself (testo: Morgan Wallen, Ryan Vojtesak, Ernest Keith Smith, James Maddocks, Grady Block)
11. 20 Cigarettes (testo: Blake Pendergrass, Chase McGill, Josh Miller, Chris LaCorte)
12. TN (testo: Morgan Wallen, Ryan Vojtesak, Ashley Ashley Gorley, Tyler Phillips, Geoff Geoff Warburton, John Byron, Chase McGill)
13. Missing (testo: Morgan Wallen, Ryan Vojtesak, Josh Thompson, Blake Pendergrass, Chase McGill, Luis Witkiewitz)
14. Where'd That Girl Go (testo: Morgan Wallen, Ryan Vojtesak, Blake Pendergrass, John Byron, Grady Block, Phillips, Geoff Warburton)
15. Genesis (testo: Morgan Wallen, Ryan Vojtesak, Blake Pendergrass, James Maddocks, John Byron, Grady Block, Jacob Durrett)
16. Revelation (testo: Nicolle Galyon, Rodney Clawson, Chris Chris Tompkins, Trannie Anderson)
17. Number 3 and Number 7 (feat. Eric Church) (testo: Blake Pendergrass, Grady Block)
18. Kiss Her in Front of You (testo: Ryan Vojtesak, Ashley Gorley, John Byron, Phillips, Jaxson Free)
19. If You Were Mine (testo: Chris Tompkins, David Garcia, Jessie Jo Dillon, Geoff Warburton)
20. Don't We (testo: Morgan Wallen, Ryan Vojtesak, Ashley Gorley, Blake Pendergrass, John Byron, Grady Block)
21. Come Back as a Redneck (feat. Hardy) (testo: Morgan Wallen, Michael Hardy, Ryan Vojtesak, Ernest Keith Smith, James Maddocks)
22. Love Somebody – 3:24 (testo: Morgan Wallen, John Byron, Hindlin, Ryan Vojtesak, Ashley Ashley Gorley, Elof Loelv, Martina Sorbara, Nicholas Gale, Shaun Frank, Steve Mastroianni, Yaakov Gruzman)
23. Dark Til Daylight (testo: Chris Tompkins, Jimmy Robbins, Grady Block)
24. The Dealer (feat. Ernest) (testo: Blake Pendergrass)
25. Leavin's The Least I Could Do (testo: Morgan Wallen, Ryan Vojtesak, Ernest Keith Smith, Michael Hardy, Josh Miller)
26. Jack and Jill (testo: Ned Cameron, Jared Mullins, Jacob Hackworth)
27. I Ain't Comin' Back (feat. Post Malone) (testo: Morgan Wallen, Austin Post, Louis Bell, Ryan Vojtesak, Ernest Keith Smith, Michael Hardy)
28. Nothin' Left (testo: Josh Miller, Matt Jenkins, Greylan James)
29. Drinking Til It Does (testo: Josh Thompson, Jimmy Robbins)
30. Smile – 3:44 (testo: Morgan Wallen, Grady Block, John Byron, Ernest Keith Smith, Ryan Vojtesak, Luis Witkiewitz)
31. Working Man's Song (testo: Morgan Wallen, Ryan Vojtesak, Blake Pendergrass, Grady Block, Josh Miller)
32. Whiskey in Reverse (testo: Morgan Wallen, Ryan Vojtesak, Ernest Keith Smith, Michael Hardy)
33. Crazy Eyes (testo: Chris Tompkins, Jessie Jo Dillon, Josh Miller, Daniel Ross)
34. LA Night (testo: Chris Tompkins, Josh Miller, Travis Wood)
35. Miami (testo: Morgan Wallen, Ryan Vojtesak, Ernest Keith Smith, Michael Hardy, Dean Dillon, Hank Cochran, Royce Porter, Blake Pendergrass, Chase McGill)
36. Lies Lies Lies – 3:18 (testo: Jessie Jo Dillon, Josh Miller, Daniel Ross, Chris Tompkins)
37. I'm a Little Crazy – 3:19 (testo: Michael Hardy, Smith Ahnquist, Hunter Phelps, Jameson Rodgers)

## Classifiche
| Classifica (2025) | Posizione massima |
| ----------------- | ----------------- |
| Australia         | 1                 |
| Austria           | 2                 |
| Belgio (Fiandre)  | 125               |
| Canada            | 1                 |
| Danimarca         | 6                 |
| Francia           | 198               |
| Germania          | 40                |
| Irlanda           | 2                 |
| Norvegia          | 1                 |
| Nuova Zelanda     | 1                 |
| Paesi Bassi       | 7                 |
| Regno Unito       | 1                 |
| Stati Uniti       | 1                 |
| Svezia            | 53                |
| Svizzera          | 14                |